# Axa
Pour les articles homonymes, voir Axa (homonymie).
AXA est un groupe international français spécialisé dans l'assurance.

## Histoire
AXA est un groupe issu de la fusion de plusieurs sociétés d'assurance, dont la plus ancienne date de 1817.

### Les débuts d'AXA: l'Ancienne Mutuelle de Rouen
L'Ancienne Mutuelle de Rouen était une petite société d'assurance française, créée en 1817, issue de la Compagnie mutuelle contre l'incendie (départements Seine-inférieure et Eure), dont la fonction principale était de couvrir les risques agricoles en Normandie. C'est sur cette mutuelle que va se développer le futur groupe AXA. Son siège était situé sur la place de la cathédrale de Rouen. En 1946 a lieu la naissance du groupe Ancienne mutuelle, fusion des mutuelles (Calvados, Rouen, Orléans) ; la création de la sécurité sociale transforme le monde de l'assurance.
Cette mutuelle commence une timide internationalisation en 1955 en acquérant une compagnie québécoise dénommée Provinces-Unies.
En 1958, Claude Bébéar fait son entrée à l'Ancienne Mutuelle, en tant qu'attaché de direction. C'est alors le 24e assureur français. Il est formé par André Sahut d'Izarn, le PDG, convaincu d'en faire son successeur. Celui-ci l'envoie dans les années 1960 dans la filiale canadienne pour y développer des produits d'assurance-vie. Il revient en France avec la conviction qu'il est nécessaire pour l'Ancienne Mutuelle de se développer à l'étranger. En 1968 a lieu le déménagement vers la commune de Belbeuf et plus précisément dans son château (banlieue rouennaise).
En 1975, Claude Bébéar prend la tête de l'Ancienne Mutuelle et accélère le développement du groupe, notamment en créant une filiale de réassurance, afin de pouvoir mieux observer les marchés étrangers : l'Ancienne Mutuelle Réassurance, ou AMré, qui deviendra AXA Ré en 1989 puis Paris Ré en 2006.
En 1978, à partir du levier mutualiste de l'Ancienne Mutuelle, Claude Bébéar prend le contrôle de la « Compagnie parisienne de garantie », renommée « Mutuelle parisienne de garantie ». Le groupe « Ancienne mutuelle » est alors rebaptisé « Mutuelles Unies ». Pour cela il décentralise progressivement à la « participation »[pas clair] 14 rue de Londres, à Paris. Ce lieu stratégique, au milieu du quartier d'affaires, lui permet d'introduire discrètement son dauphin, Henri de Castries, d'instaurer la fondation du mécénat, départ d'une politique humanitaire volontaire et endroit secret de rencontres de nombreux décideurs politiques et économiques de l'époque[réf. nécessaire]. Claude Bébéar demande aussi à Claude Tendil, directeur général de l'époque, de penser, en ce lieu, à une structure nouvelle et, chose innovante, en concertation avec les syndicats de la rue de Londres, qui deviendra plus tard AXA Assurances, puis AXA France. S'y créent, enfin, la direction de l'innovation, le développement informatique et l'embryon de Direct Assurance.
Ainsi, au début des années 1980, AXA, qui n’existait pas encore sous ce nom, était une mutuelle d'assurance française réalisant 160 millions d'euros de chiffre d'affaires et regroupant 1 850 collaborateurs.

### Du groupe Mutuelles Unies - Drouot à AXA
En 1982, Mutuelles Unies reprend le groupe Drouot face à Bouygues. Trois ans plus tard, la presse parle du « Groupe Bébéar », il devient alors urgent de donner un nom institutionnel au nouveau Groupe.
Une liste de noms est proposée à la direction qui en retient trois : Argos, AXA et Elan[source insuffisante]. Claude Bébéar arrête sa décision en juillet 1985 : AXA devient la dénomination sociétale de l'ensemble Mutuelles Unies /Drouot. Les publicitaires désignés pour la création du logo AXA auprès de Claude Bébéar, et afin d'obtenir le marché, l'ont présenté ainsi : l'X polytechnicien, entouré des deux « A », les Agents d'un côté, l'Assurance d'avenir de l'autre[réf. nécessaire].

### AXA devient un acteur mondial
Dans la seconde moitié des années 1980, le groupe AXA poursuit sa croissance, appuyé par une grande banque et sa base arrière des mutuelles protectrices, en rachetant plusieurs sociétés d'assurance. D'abord en 1986, la Providence et le Secours (par une forte bataille boursière) ; en 1989, la Compagnie du Midi (présidée par Bernard Pagézy), holding contrôlant notamment les Assurances du Groupe de Paris (AGP) dont le volet bancaire était constitué par le Crédit Parisien, AGP ayant racheté la Compagnie dʼassurances mutuelles contre lʼincendie de Paris, cofondé en 1816 par un ancien colon esclavagiste de Saint-Domingue qui avait fait fortune dans des plantations de canne à sucre.
Par ailleurs, ayant acquis successivement Drouot puis les AGP, AXA dispose de filiales en Europe. Cependant, le premier marché mondial de l'assurance reste les États-Unis. Après une première tentative infructueuse à la fin des années 1980 avec le rachat avorté de Farmers, AXA profite de la démutualisation de The Equitable (en), un des premiers assureurs-vie des États-Unis, en 1991, pour la recapitaliser et entrer dans son capital.
Par un procédé similaire, AXA entre au capital de National Mutual Life Insurance Company en 1994. Le deuxième assureur-vie australien, ne pouvant plus faire face à ses engagements, est contraint de recapitaliser. Axa recapitalise National Mutual et fait ainsi son entrée en Australie, en Nouvelle-Zélande et à Hong Kong.
En 1995, AXA achète l'hôtel de La Vaupalière, sis 25 avenue Matignon à Paris, fusionnant ainsi avec le 23, appartenant conjointement à l'UAP et Drouot, déjà dans le giron du groupe. Le transfert du siège social, de la Normandie vers la capitale, s'opère de manière définitive.

Logo de la holding Axa-UAP de 1997 à 1999.

Equitable et National Mutual sont ensuite passées à la marque AXA en 1997 pour Equitable (devenue AXA Equitable) et en 1999 pour National Mutual (devenue AXA Asia Pacific).
En 1996, AXA commence ses activités au Maroc par le rachat d'Assurance Al Amane.
Enfin, le 12 novembre 1996, AXA achète l'UAP. Les deux sociétés signent leur OPE, ce qui donne naissance à la plus importante entreprise française par le chiffre d'affaires (313 milliards de FRF) et au numéro 1 mondial de l'assurance. La fusion opérationnelle est réalisée en 1998.

### AXA depuis la fusion avec l'UAP
En 1999, AXA s'implante en Chine avec Axa Minmetals, en Turquie avec Axa OYAK, au Liban avec AXA Middle East et au Japon, où AXA rachète Nippon Dantai, qui devient AXA Nichidan. La même année, AXA Belgium et la Royale Belge fusionnent. AXA Royale Belge reprend ANHYP pour ses activités bancaires. En juin 2000, AXA acquiert Sanford Bernstein (en) et crée Axa Bank Belgium. En 2002, AXA fait l'acquisition de la Banque Directe, filiale du groupe BNP-Paribas et crée AXA Banque pour une valeur qui s’élève à 60 millions d'euros selon l'AFP.
En 2005, la fusion AXA-FINAXA permet à AXA de simplifier sa structure d'actionnariat et de contrôle. En juin 2006, AXA achète l'assureur Suisse Winterthur assurances pour 12,3 milliards de francs suisses, mais ne garde pas la filiale américaine de l'assureur. En 2007, AXA achète la filiale française de la société suisse Nationale Suisse Assurance. La même année, AXA entre sur les marchés coréen et ukrainien. En 2008, AXA achète la troisième compagnie mexicaine dans l'assurance ING Seguros, filiale du Groupe ING. La même année, AXA rachète en Turquie la part d'OYAK (en). En février 2008, Axa Investment Managers suspend deux fonds d'investissement de son réseau à la suite de la crise des subprimes.
En 2009, AXA acquiert le roumain Omniasig (ro) Life Axa. En 2010, AXA se retire de la bourse de New-York. La même année, AXA renforce sa position en Chine par une coentreprise avec la banque ICBC. En 2011, AXA cède ses activités vie, épargne et retraite en Australie et en Nouvelle-Zélande. La même année, AXA cède AXA Canada. En 2012, AXA lance en Chine de ICBC-AXA Life. La même année, AXA, à la suite du rachat de la filiale de HSBC, devient 1er assureur dommage à Hong Kong. En 2013, AXA acquiert 50 % de Tian Ping, société chinoise d'assurance dommages.
En décembre 2014, AXA acquiert une participation majoritaire dans l'entreprise d'assurance nigériane Mansard pour 198 millions d'euros. En juillet 2015, AXA acquiert l'entreprise égyptienne Commercial International Life Insurance pour 88 millions de dollars.
En août 2015, AXA vend ses activités au Portugal à la compagnie d'assurance belge Ageas pour 190 millions d'euros.
En septembre 2016, AXA annonce le licenciement dans sa filiale Belge de 650 employés dans les 24 mois. L'assureur entend également accélérer la transformation numérique via des investissements pour un montant de 200 millions d’euros. En novembre 2016, Axa annonce la vente de Bluefin à l'entreprise Marsh pour 340 millions d'euros.
En mars 2018, AXA annonce l'acquisition de XL Group, pour 12,4 milliards d'euros. Le même mois, elle devient actionnaire majoritaire de l'assureur allemand Roland.
En mai 2018 la cession AXA Equitable rapporte 2,75 milliards de dollars contre trois attendus.
Le 24 janvier 2019, AXA renforce sa participation dans le capital de Capzanine, société spécialisée dans le capital investissement. AXA et AXA Investment Managers rachètent la participation d'Eurazéo et porte ainsi sa présence à 46% du capital de Capzanine, toujours détenteur des 54% restants.
Le 8 juillet 2019, le groupe AXA est accusé par l'ONG SumOfUs de financer des crimes de guerre commis par Israël en Palestine. Dans un rapport co-écrit par plusieurs syndicats et ONG paru en 2017, il lui était déjà reproché de financer indirectement les colonies israéliennes en Palestine Occupée via des participations à des banques et des entreprises israéliennes liées aux colonies. En réponse, une filiale d'AXA a décidé de ne plus investir dans l'entreprise israélienne d'armement Elbit Systems.
Fin octobre 2019, AXA décide de vendre ses activités bancaires en Belgique à la banque belge Crelan. Cette opération répond à un objectif de recentrage opéré par AXA. En février 2020, AXA annonce la vente de ses activités en Pologne, République tchèque et Slovaquie, à Uniqa pour 1 milliard d'euros.

Présence mondiale du groupe Axa en 2017.

En novembre 2020, le site d'information en ligne Mediapart révèle qu’AXA a subi un redressement fiscal pour avoir réalisé un montage lui permettant d'échapper à environ 100 millions d'impôts.
Fin juin 2023, AXA annonce changer de cap sur le volet climatique en réduisant l'empreinte carbone de son portefeuille d'investissement. Ainsi, elle indique l'avoir réduit de 35 % depuis 2019 (contre un objectif de baisse de 20 % entre 2019 et 2025) tout en allant plus loin dans son ambition avec un objectif de réduction de 50 % entre 2019 et 2030.
En août 2024, AXA entre en négociation exclusive avec BNP Paribas pour la vente de ses activités dans la gestion actifs dans une transaction valorisée à 5,4 milliards d'euros,.
En 2024, le bénéfice net d'AXA progresse de 10 % pour atteindre le record de 7,9 milliards d'euros, de même que le chiffre d'affaires augmente de 7 % à 110 milliards d'euros, là aussi un record absolu.

## Métier et chiffres clefs

### Métier
AXA est un groupe d'assurance s'adressant aux particuliers et entreprises en répondant à leurs besoins de services en matière d'assurance, de prévoyance, d'épargne et de transmission de patrimoine. En France, il a des activités bancaires. Il est implanté dans plus de 50 pays.
AXA fait partie des plus grandes sociétés d'assurance mondiales aux côtés de Ping An Insurance (Chine), China Life Insurance (Chine), Allianz (Allemagne). 

### Les chiffres clés
Dans le monde, AXA ce sont :
- 95 millions de clients dans le monde dont 8 millions en France, au 31 décembre 2024;
- 154 000 collaborateurs et distributeurs, dont 110 000 employés, au 31 décembre 2024[41];
- 110 milliards d'euros de chiffre d'affaires, au 31 décembre 2024 ;
- 8,078 milliards d'euros de résultat opérationnel, au 31 décembre 2024 ;

## Direction de l'entreprise
Depuis l'assemblée générale du 29 avril 2010, la société AXA SA est dirigée par un conseil d'administration. Avant cela, AXA était dirigée depuis 1997 par une structure à directoire et conseil de surveillance.
En mars 2016, Henri de Castries prend la décision de quitter le groupe après 17 ans à sa tête. Il est remplacé le 1er septembre 2016 par Thomas Buberl pour la fonction de directeur général d’AXA et par Denis Duverne pour la fonction de président non-exécutif du conseil d’administration. Le 19 mars 2016, le conseil d'administration sépare ces deux fonctions, qui étaient jusqu'ici exercées par une seule et même personne. Depuis avril 2022, Antoine Gosset-Grainville est Président du conseil d'administration. Guillaume Borie est directeur général depuis juillet 2023 d'AXA France

### Conseil d'Administration d'AXA SA (05/08/2025)
- Antoine Gosset-Granville, Président non-exécutif du Conseil d'Administration
- Thomas Buberl, Directeur Général
- Helen Browne (représentante des salariés actionnaires )
- Martine Bièvre (représentante des salariés)
- Bettina Cramm (représentante des salariés)
- Clotilde Delbos, (indépendante)
- Guillaume Faury, (indépendant)
- Ramon Fernandez, (indépendant)
- Gerald Harlin, (administrateur)
- Isabel Hudson, (indépendant)
- Dr. Angelien Kemna, (indépendante)
- Rachel Picard, (indépendante)
- Ewout Steenbergen, (indépendant)
- Marie-France Tschudin (indépendante)

### Comité de direction d'AXA SA (05/08/2025)
- Thomas Buberl, Directeur Général
- Frédéric de Courtois, Directeur Général Adjoint du Groupe, Finance, Opérations, Stratégie, Risques et Souscription
- George Stansfield, Directeur Général Adjoint du Groupe, Secrétaire Général, superviseur d’AXA Japon, AXA Chine et Hong Kong
- Nancy Bewlay, Directrice de la Souscription du Groupe
- Guillaume Borie, Directeur Général d'AXA France
- Helen Browne, Directrice Juridique du Groupe
- Patrick Cohen, Directeur Général Europe et Santé
- Ulrike Decoene, Directrice de la Communication, de la Marque et du Développement Durable du Groupe
- Hassan El-Shabrawishi, Directeur Général Marchés Internationaux (Afrique, Turquie, Moyen-Orient, Amérique Latine, Corée, Thaïlande, Indonésie, Philippines, Inde)
- Françoise Gilles, Directrice des Risques du Groupe
- Scott Gunter, Directeur Général d'AXA XL
- Alban de Mailly Nesle, Directeur Financier du Groupe
- Karima Silvent, Directrice des Ressources Humaines du Groupe
- Anu Venkataraman, Directrice de la Stratégie du Groupe et des Relations Investisseurs
- Alexander Vollert, Directeur des Opérations du Groupe et Directeur Général AXA Group Operations

## Données financières et Boursières

### Données financières
Répartition du chiffre d'affaires mondial :
- En 1980, 100 % du chiffre d'affaires d'AXA était réalisé en France.
- En 1990, AXA réalise 27 % de son chiffre d'affaires à l'étranger.
- En 2002, AXA réalise 87 % de son chiffre d'affaires à l'étranger.
- En 2012, AXA réalise 77 % de son chiffre d'affaires à l'étranger.
- En 2022, AXA réalise 72 % de son chiffre d'affaires à l'étranger.

| Année | Chiffre d'affaires | Résultat opérationnel | Résultat net part du groupe | Capitaux propres |
| ----- | ------------------ | --------------------- | --------------------------- | ---------------- |
| 2024  | 110 316            | 8 078                 | 7 886                       | 49 900           |
| 2023  | 102 733            | 7 604                 | 7 189                       | 49 579           |
| 2022  | 102 345            | 7 264                 | 6 675                       | 45 353           |
| 2021  | 99 931             | 6 762                 | 7 294                       | 71 135           |
| 2020  | 96 723             | 4 264                 | 3 164                       | 71 610           |
| 2019  | 103 532            | 6 451                 | 3 857                       | 69 900           |
| 2018  | 102 874            | 6 182                 | 2 140                       | 62 400           |
| 2017  | 98 549             | 6 002                 | 6 209                       | 69 600           |
| 2016  | 100 193            | 5 688                 | 5 829                       | 70 600           |
| 2015  | 98 136             | 5 507                 | 5 617                       | 68 500           |
| 2014  | 91 988             | 5 060                 | 5 024                       | 65 200           |
| 2013  | 91 221             | 4 728                 | 4 482                       | 52 900           |
| 2012  | 90 126             | 4 155                 | 4 152                       | 53 664           |
| 2011  | 86 107             | 3 772                 | 4 190                       | 46 417           |
| 2010  | 90 972             | 3 731                 | 2 749                       | 49 700           |
| 2009  | 90 100             | 3 854                 | 3 600                       | 46 200           |
| 2008  | 91 221             | 4 044                 | 923                         | 37 440           |
| 2007  | 93 633             | 4 963                 | 5 666                       | 45 642           |
| 2006  | 77 966             | 3 919                 | 5 085                       | 47 225           |
| 2005  | 70 865             | 3 258                 | 4 173                       | 36 525           |
| 2004  | 66 053             | 2 637                 | 3 738                       | 31 571           |

## Actionnariat
| Nom                    | Actions       | %      |
| ---------------------- | ------------- | ------ |
| Mutuelles AXA          | 341 107 687   | 15,4%  |
| Salariés et Agents AXA | 94 370 150    | 4,26%  |
| AXA auto-détention     | 39 423 070    | 1,78%  |
| AXA auto-contrôle      | 7 148         | 0,00%  |
| Public                 | 1 739 889 818 | 78,56% |

## Les différentes sociétés AXA en France et leur métier

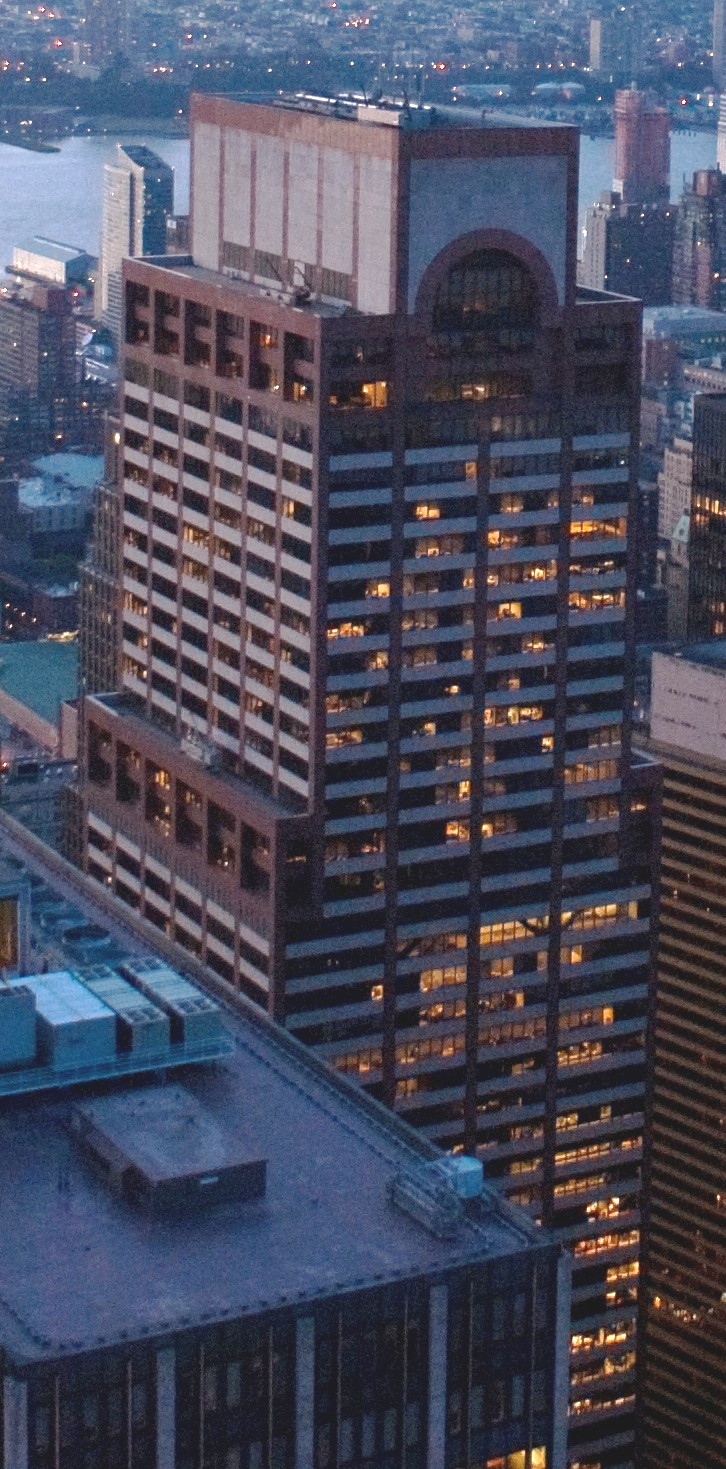
AXA center à New York.

Comme tout grand groupe international, la structure d'AXA est complexe. Une présentation simplifiée pour ce qui concerne la France est donnée ci-dessous.

### Entreprises dépendantes d'AXA France
- AXA France IARD : Assurances Dommage (Société Anonyme)
- AXA France VIE : Assurances Vie (Société Anonyme)
- AXA Assurances IARD Mutuelle : Assurances Dommage (Société d'Assurance à forme mutuelle)
- AXA Assurances VIE Mutuelle : Assurances Vie (Société d'Assurance à forme mutuelle)
- AXA Banque : Banque
- AVANSSUR : Assurances par téléphone et Internet (marque Direct Assurance)
- JURIDICA : Assurances de Protection Juridique pour les particuliers et les professionnels.
- AXA Epargne Entreprise : Epargne Salariale
- AXA Assurcrédit: Assurance-crédit en co-entreprise avec la Coface
- AXA Passion : Assurances motos, véhicules de collection ou bateaux de plaisance (courtier Run Services)
- AXA Caraïbes : Assurances IARD & VIE, société filiale qui commercialise les produits d'AXA aux Antilles-Guyane françaises. Presence dans les départements français de Guadeloupe, Martinique et Guyane.

### Entreprises dépendantes du Groupe AXA localisées en France (hors AXA France)
- AXA : Société Anonyme
- AXA Partners, comprenant AXA Assistance : Société d'assistance
- AXA Liabilities Managers : gestion de run-offs.
- AXA Group Operations : société de conseil interne et de maintenance des solutions informatiques (SA et GIE).
- AXA Millesimes : société chargée de la gestion des investissements d'Axa dans le domaine du vin.
- MAXIS : protection sociale internationale (codétenu avec MetLife)
- 1001 Vies Habitat : acteur du logement social en France (détenu à 82,22 %)[49]

### Associations partenaires
- AXA Atout Cœur : organisation caritative.
- AXA Prévention : prévention dans les domaines du risque routier, de la santé, des accidents de la vie courante et, depuis 2011, des risques numériques.
- AGIPI : association d’assurés pour la Retraite, l’Épargne et la Prévoyance
- ANPERE : associations d’assurés, Association Nationale pour la Prévoyance, l'Épargne et la Retraite
- GIEPS (ASAF&AFPS ; APRS)
- Les femmes & la route : association d'assurées, promotion des gestes de bonne conduite
- Club 14 : association vendant des produits AXA pour les motards.

## Bâtiments remarquables
Le siège d'AXA est abrité par l'hôtel de La Vaupalière, un hôtel particulier du XVIIIe siècle qui se trouve à Paris au 25 avenue Matignon dans le 8e arrondissement, à côté de l'Élysée. 
L'ancienne Tour UAP, puis Tour AXA à La Défense s'appelle désormais la Tour First. Elle est actuellement la plus haute tour de France, depuis la fin des travaux de restructuration en 2011. Les salariés d'AXA France qui occupaient la tour AXA de la Défense sont désormais installés dans de nouveaux locaux situés à Nanterre dans les Hauts-de-Seine.
À Belbeuf, dans l'agglomération de Rouen, siège historique des Anciennes Mutuelles, AXA possède le château de Belbeuf. Ce dernier fut construit entre 1764 et 1780 par le marquis de Belbeuf, racheté par les Mutuelles-Unies en 1958 et restauré à partir de 1963. À cela, il faut y ajouter la Tour des Mutuelles-Unies, un immeuble de bureaux inauguré en mai 1968. Cette tour, désaffectée dans les années 2010, a été démolie en décembre 2022.
AXA possède aussi des locaux vides au 22 avenue Matignon à Paris. Le 27 décembre 2010, le collectif Jeudi noir occupe les locaux en réclamant l'application du droit au logement. Soutenues par de nombreux élus, environ 30 personnes y vivront, malgré un déploiement policier très important autour de l'immeuble. Elles sont expulsées le 18 février 2011.

## Communication

### Mécénat
À côté d'activités de mécénat artistique et social (AXA Atout Cœur), AXA s'est lancé en 2008 dans le mécénat scientifique en créant le Fonds AXA pour la Recherche. Il soutient des chercheurs favorisant la compréhension et la prévention des risques pesant sur l’environnement, la vie humaine et nos sociétés.
Les 492 projets de recherche financés sont conduits dans 33 pays par des chercheurs de 51 nationalités différentes. Ces projets de recherche fondamentale, incluant environ 250 chercheurs juniors, ont reçu plus de 149 millions d'euros. La sélection des candidatures se fait sur la base de critères académiques et par décision du conseil scientifique composé de chercheurs éminents (Pr Berker, Pr Blasco, Pr Casella, Pr Lemmet, etc.) et présidé par le Pr Thomas Kirkwood.
Le Fonds a également accordé 11 dotations de plusieurs millions d’euros à des institutions de recherche d’excellence (HEC, NUS, University of Bristol, LSE, Met Office, INSERM, IHES…). Ces Chaires de recherche et d’enseignement ont vocation à attirer les meilleurs scientifiques.[réf. souhaitée]
Par exemple, la Chaire AXA - Polytechnique en Ingénierie Cellulaire Cardiovasculaire, portée par Abdul Barakat, a pour vocation de développer les recherches sur les maladies cardio-vasculaires, mais aussi de former et valoriser de jeunes ingénieurs qui souhaitent orienter leur carrière vers la biologie.
Fin octobre 2020, AXA annonce développer son sponsoring du club anglais de Liverpool FC. AXA devient le sponsor officiel du centre de formation dont les nouveaux bâtiments livrés fin 2020 porteront le nom.

### Activité de lobbying

#### Auprès des institutions de l'Union européenne
AXA est inscrit depuis 2009 au registre de transparence des représentants d'intérêts auprès de la Commission européenne. Le groupe déclare en 2015 pour cette activité des dépenses d'un montant compris entre 600 000 et 700 000 euros.
Par l'intermédiaire de sa société 2F Conseil, François Fillon a conseillé AXA entre 2012 et 2014 sur les négociations de la directive européenne dite « Solvabilité 2 » relative à la nouvelle réglementation des assureurs en Europe, et facilité les échanges pour AXA en Allemagne et à la Commission européenne, ce qui nourrit un soupçon de conflit d'intérêts.

#### Aux États-Unis
Selon le Center for Responsive Politics, les dépenses de lobbying d'AXA aux États-Unis s'élèvent en 2016 à 820 000 dollars.
AXA est l'une des entreprises françaises à avoir dépensé le plus d'argent (587 869 dollars déclarés) pour soutenir des candidats au Congrès et au Sénat lors des élections de novembre 2020. Ces sommes ont majoritairement bénéficié à des candidats du Parti républicain.

#### En France
Pour l'année 2017, AXA déclare à la Haute Autorité pour la transparence de la vie publique exercer des activités de lobbying en France pour un montant qui n'excède pas 300 000 euros.